# Tragelaphus
Tragelaphus é um gênero de mamíferos bovídeos da subfamília Bovinae. É o único gênero da tribo Tragelaphini. O grupo integra dez espécies, de dimensão média a grande, que habitam diversos habitats africanos. A maioria das espécies de Tragelaphus apresenta dimorfismo sexual, que distingue os machos pela presença de chifres espiralados e maior tamanho, em relação às fêmeas.

## Espécies
- Tragelaphus angasii — Inhala
- Tragelaphus buxtoni — Inhala-das-montanhas
- Tragelaphus derbianus — Elande-gigante
- Tragelaphus eurycerus — Bongo
- Tragelaphus imberbis — Cudo-menor
- Tragelaphus oryx — Elande
- Tragelaphus scriptus — Gazela-pintada-ocidental
- Tragelaphus spekii — Sitatunga
- Tragelaphus strepsiceros — Cudo-maior
- Tragelaphus sylvaticus — Gazela-pintada-do-cabo